# Szászberek
Szászberek là một thị trấn thuộc hạt Jász-Nagykun-Szolnok, Hungary. Thị trấn này có diện tích 39,22 km², dân số năm 2010 là 987 người, mật độ 25 người/km².